# Falco duboisi
Faucon de Dubois
Espèce
Statut de conservation UICN

 EX  : Éteint
 vers 1700 
Falco duboisi, communément appelé Faucon de Dubois, est une espèce de crécerelles aujourd'hui éteinte et autrefois endémique de l'île de La Réunion, dans l'océan Indien.
Ce rapace forestier a été décrit sous le nom de « pieds jaunes » dans les textes du sieur Dubois datant de 1672, d'où son nom scientifique. Il a disparu totalement peu de temps après. D'après le Muséum d'histoire naturelle de la Réunion, il était sans doute très proche de Falco punctatus, une espèce existant encore à l'île Maurice et connue sous le nom normalisé de Crécerelle de Maurice. Aussi ce rapace mesurait 35 cm et il avait une envergure de 60-70cm. Il se nourrissait principalement d'oiseaux, mais certainement aussi d'insectes et du gecko diurne de La Réunion (Phelsuma borbonica). Dubois a noté que malgré leur petite taille, ils étaient capables de s'attaquer aux poulets.
Dubois mentionne trois espèces de rapaces existant à la Réunion au début des années 1670 : par ordre de taille décroissante, les papagues (le busard malgache, Circus macrosceles, qui existe encore), les pieds jaunes (« pieds jaunes ») et les émerillons (un terme pour les petits faucons comme le merlin , Falco columbarius). On ne sait pas vraiment quel nom fait référence à la crécerelle de la Réunion. D'après l'examen des preuves, l'oiseau était très probablement l'émerillon, les pieds jaunes étant soit des faucons migrateurs (la seule espèce susceptible d'être présente dans la région, le faucon fuligineux ( Falco concolor), le faucon d'Éléonore ( F. eleonorae) et le faucon pèlerin ( F. peregrinus), sont plus grands que ne l'était F. duboisi , sinon en longueur totale, du moins en envergure) ou les juvéniles du busard des roseaux, qui sont nettement colorés et ont également les pieds jaunes. Cette dernière explication semble plus probable puisque le nom a été appliqué sans équivoque aux jeunes busards des marais à la fin du 19e siècle. Néanmoins, il semble vaguement possible que les sexes des faucons de la Réunion soient non seulement de taille différente, mais également de couleur différente. Dans ce cas, les mâles seraient les émerillons et les femelles les pieds jaunes. [2]
Cela semble cependant peu probable, car Jean Feuilley en 1705 ne mentionne que les papagues et les pieds jaunes comme existants. L'extinction de la crécerelle de la Réunion, qui semble donc avoir eu lieu vers 1700, reste un mystère, tout comme celle du petit-duc de la Réunion (Otus grrucheti) . Les prédateurs introduits n'étaient pas présents en grand nombre à cette époque et même les rats n'auraient probablement pas posé beaucoup de problèmes aux oiseaux. Certes, ils étaient considérés comme nuisibles car ils se nourrissaient de volailles, mais il est peu probable que la chasse ait pu réduire considérablement leur population à une époque aussi précoce, comme en témoigne la survie continue du busard des roseaux, qui a été lourdement persécuté pendant des siècles. la même raison.

## Publication originale
- (en) Graham S. Cowles, « A new genus, three new species and two new records of extinct Holocene birds from Réunion Island, Indian Ocean », Geobios, Elsevier, vol. 27, no 1,‎ janvier 1994, p. 87-93 (ISSN 0016-6995 et 0293-843X, OCLC 795968533, DOI 10.1016/S0016-6995(06)80215-9).